# Zubair Jahan Khan
Pour les articles homonymes, voir Jahan et Khan (homonymie).
Zubair Jahan Khan, né le 10 octobre 1972 à Karachi, est un joueur professionnel de squash représentant le Pakistan. Il atteint en mai 1997 la 9e place mondiale sur le circuit international, son meilleur classement.
Ses frères Hiddy Jahan et Zarak Jahan Khan sont joueurs professionnels de squash sur le circuit international.
Son neveu Shahjahan Khan est également joueur professionnel sur le circuit international.

## Biographie
Après sa carrière de joueur professionnel, il est pendant dix-huit ans entraîneur au Cumberland Lawn Tennis. 

## Finales
- Championnats d'Asie : 1992
- Championnats du monde par équipes : 1995